# Mesoleptus tenuiventris
Mesoleptus tenuiventris là một loài tò vò trong họ Ichneumonidae.